# Stibara suturalis
Stibara suturalis là một loài bọ cánh cứng trong họ Cerambycidae.